# Топаз (филм)
Топаз (енгл. Topaz) је амерички шпијунски трилер из 1969. године, режисера и продуцента Алфреда Хичкока, заснован на истоименом роману Леона Уриса. Главне улоге у филму тумаче Фредерик Стафорд, Дани Робен, Џон Вернон, Карин Дор, Клод Жад, Мишел Субор, Мишел Пиколи, Филип Ноаре, Роско Ли Браун и Џон Форсајт. Радња прати француског обавештајца (Стафорд) који бива уплетен у политику Хладног рата пред Кубанску ракетну кризу 1962. године, а затим и у разбијање међународног совјетског шпијунског круга.
Прича је лабаво заснована на „Сафирској афери” из 1962. године, која је укључивала шефа француске обавештајне службе (SDECE) у Сједињеним Америчким Државама, шпијуна Филипа Тира де Вожолија, пријатеља писца Урисa, који је одиграо важну улогу у „помагању САД да открију присуство руских офанзивних ракета на Куби”.

## Радња
У Копенхагену 1962. године, високи совјетски обавештајни официр, Борис Кусенов, пребегао је на Запад. Током испитивања, агент ЦИА Мајк Нордстром сазнаје да ће Совјети поставити ракете са нуклеарним бојевим главама на Кубу.
Пошто су му потребни физички докази, Нордстром открива Кусеново име француском агенту Андреу Девероу и тражи од њега да подмити Луиса Урибеа, члана кубанске делегације у Уједињеним нацијама, како би обезбедио фотографије докумената који потврђују постојање ракетних база на Куби. Деверо одлучује да отпрати своју ћерку, Мишел, на њеном меденом месецу у Њујорк са својим зетом, Франсоом Пикаром. Андреова супруга Никол брине да Андре користи породично путовање за посао са Нордстромом.
У Њујорку, француски агент Филип Дубоа треба да контактира Урибеа, који је секретар кубанског званичника Рика Паре, који борави у хотелу Тереза у Харлему како би показао солидарност са црначком заједницом.
Дубоа се ушуња у хотел и подмити Урибеа да узме документе из Парине канцеларије. Пара открива Дубоу док фотографише документа. Док га кубански револуционари јуре низ улицу, Дубоа намерно удари у Девероа, који са друге стране улице прати догађаје, и предаје му камеру. Риђи кубански стражар помаже Девероу да устане, али га пушта. Дубоа се губи у гомили око хотела.
Дубоине фотографије потврђују да Совјети постављају ракете на Куби. Деверо, упркос Николиним оптужбама за неверство, лети на Кубу. Његова љубавница, Хуанита де Кордоба, удовица је „хероја револуције”, што јој омогућава да ради тајно у покрету отпора. По доласку, Деверо затиче Пару, једног од Хуанитиних љубавника, како излази из њене виле. Деверо замоли Хуаниту да фотографише ракете. Њено одано домаћинство, Карлота и Пабло Мендоза, претварају се да су на излету и фотографишу ракете. Када су примећени, они крију инкриминишући филм пре него што буду ухваћени.
Током масовног скупа и дугог говора кубанског лидера, риђокоси стражар препознаје Девероово лице из њујоршког инцидента. Пара мучењем од Карлоте Мендозе сазнаје да је Хуанита њихов вођа. Он је загрли и убија како би је спасао од екстремног мучења.
На аеродрому у Хавани, кубанске власти не успевају да пронађу Девероове микрофилмове. Он се враћа у САД и сазнаје да га је Никол напустила. Деверо је позван назад у Париз. Пре него што оде, Кусенов му открива постојање совјетске шпијунске организације „Топаз” у оквиру француске обавештајне службе. Добија име НАТО-овог званичника Анрија Жареа, који је достављао документа КГБ-у.
У Паризу, Андреа на аеродрому дочекују Мишел и Франсоа. Прати Мишел на коктел забаву у кући његовог пријатеља Жака Гранвила. Мишел жели да помири своје родитеље, јер је Никол сазнала за Андреову аферу са Хуанитом. Када Мишел замоли мајку да помогне оцу, она то одбија. На забави Жак признаје пријатељу да је некада волео Никол, али да је она изабрала Андреа.
Андре позива неке од својих старих пријатеља и колега, укључујући Гранвила и Жареа, на ручак у ресторану, под изговором да припрема истрагу. Деверо прича осталима о Топазу како би изазвао реакцију. Жаре тврди да су то дезинформације и да је Кусенов умро пре годину дана.
Жаре почиње да паничи и посећује вођу шпијунске мреже, Жака Гранвила. Деверо, Никол и Гранвил били су блиски пријатељи из времена француског покрета отпора. Гранвил каже Жареу да је била грешка рећи да је Кусенов мртав, јер ће Американци лако открити да је Жаре лагао. Док Жаре одлази из Гранвилове куће, Никол долази да се састане са Гранвилом, њеним љубавником. Она примећује Жареа како одлази.
Деверо шаље свог зета Франсоу да испита Жареа и наговори га да призна нешто. Пре него што Франсоа у томе успе, појављују се двојица мистериозних мушкараца. Деверо и Мишел журе у Жареов стан и затичу га мртвог, уз инсценирано самоубиство, а Франсоа је нестао. Франсоа се враћа у Мишелин стан и каже да су га претукли и отели, али је успео да побегне из њиховог аутомобила након што је чуо телефонски број њиховог шефа, познатог као Колумбајн, вође Топаза.
Никол препознаје Франсоину скицу Жареа као човека кога је видела како напушта Гранвилову кућу и препознаје телефонски број као Гранвилов. Она са сузама у очима каже породици да је Гранвил вођа Топаза. Гранвил, раскринкан, извршава самоубиство (у америчкој и француској верзији) или бежи у Совјетски Савез (у британској верзији).

## Улоге
| Глумац               | Улога              |
| -------------------- | ------------------ |
| Фредерик Стафорд     | Андре Деверо       |
| Дани Робен           | Никол Деверо       |
| Карин Дор            | Хуанита де Кордоба |
| Џон Вернон           | Рико Пара          |
| Клод Жад             | Мишел Пикар        |
| Мишел Субор          | Франсоа Пикар      |
| Мишел Пиколи         | Жак Гранвил        |
| Филип Ноаре          | Анри Жаре          |
| Роско Ли Браун       | Филип Дубоа        |
| Пер-Аксел Аросенијус | Борис Кусенов      |
| Џон Форсајт          | Мајкл Нордстром    |
| Едмон Рајан          | Макитрек           |
| Соња Колтхоф         | госпођа Кусенов    |
| Тина Хедстрем        | Тамара Кусенов     |
| Џон ван Дрелен       | Клод Мартин        |
| Доналд Рандолф       | Луис Урибе         |
| Роберто Контрерас    | Муњоз              |
| Карлос Ривас         | Хернандез          |